# Polskie nazewnictwo popularne ryb/Cypriniformes

## Karpiokształtne (Cypriniformes)
| Nazwa popularna                                             | Nazwa systematyczna                                              | Źródło                             |
| ----------------------------------------------------------- | ---------------------------------------------------------------- | ---------------------------------- |
| amur biały                                                  | Ctenopharyngodon idella                                          | Nikolski 1970 ↓                    |
| amur czarny                                                 | Mylopharyngodon piceus                                           | Nikolski 1970 ↓                    |
| arborella                                                   | Alburnus arborella                                               | Terofal i Militz 1997 ↓            |
| bambuza                                                     | Elopichthys bambusa                                              | Nikolski 1970 ↓                    |
| białopiór                                                   | Rutilus meidingeri                                               | Terofal i Militz 1997 ↓            |
| bobyrec                                                     | Petroleuciscus borysthenicus                                     | Nikolski 1970 ↓                    |
| bocja czerwonopłetwa                                        | Yasuhikotakia lecontei                                           | Kahl 2000 ↓                        |
| bocja indochińska                                           | Syncrossus berdmorei                                             | Kahl 2000 ↓                        |
| bocja karłowata                                             | Ambastaia sidthimunki                                            | Frank 1974 ↓                       |
| bocja pięknopłetwa                                          | Botia pulchripinnis, prawdopodobnie syn. Yasuhikotakia lecontei  | Grabda i Heese 1991 ↓              |
| bocja pręgowana                                             | Botia striata                                                    | Frank 1974 ↓                       |
| bocja siatkowana                                            | Botia lohachata                                                  | Frank 1974 ↓                       |
| bocja syjamska                                              | Yasuhikotakia morleti                                            | Frank 1974 ↓                       |
| bocja szara                                                 | Yasuhikotakia modesta                                            | Frank 1974 ↓                       |
| bocja tygrysia                                              | Syncrossus hymenophysa                                           | Akwarium 1–2/70 ↓                  |
| bocja wspaniała                                             | Chromobotia macracanthus                                         | Akwarium 1–2/70 ↓                  |
| bocja zielonopręga                                          | Botia dario                                                      | Kahl 2000 ↓                        |
| boleń                                                       | Leuciscus aspius                                                 | Rzączyński 1721 ↓, s. 143          |
| boleń amurski                                               | Pseudaspius leptocephalus                                        | Nikolski 1970 ↓                    |
| boleń płaskogłowy                                           | Pseudaspius leptocephalus                                        | Załachowski 1992 ↓                 |
| boleń południowokaspijski                                   | Leuciscus aspius taeniatus                                       | Nikolski 1970 ↓                    |
| boleń pospolity                                             | Leuciscus aspius                                                 | Nikolski 1970 ↓                    |
| brzana                                                      | Barbus barbus                                                    | Rzączyński 1721 ↓, s. 156          |
| brzana albańska                                             | Barbus albanicus                                                 | Reichholf 1994 ↓                   |
| brzana aralska                                              | Luciobarbus brachycephalus                                       | Nikolski 1970 ↓                    |
| brzana bałkańska                                            | Barbus plebejus                                                  | Terofal i Militz 1997 ↓            |
| brzana czarnopasa                                           | Barbus holotaenia                                                | Kahl 2000 ↓                        |
| brzana gokczańska                                           | Barbus goktschaicus                                              | Nikolski 1970 ↓                    |
| brzana iberyjska                                            | Luciobarbus comizo                                               | Reichholf 1994 ↓                   |
| brzana karpacka                                             | Barbus waleckii                                                  | M.s.z.: ryby 1973 ↓                |
| brzana kaspijska                                            | Luciobarbus caspius                                              | Reichholf 1994 ↓                   |
| brzana krągłołuska                                          | Barbus cyclolepis                                                | Grabda i Heese 1991 ↓              |
| brzana peloponeska                                          | Barbus peloponnesius                                             | Reichholf 1994 ↓                   |
| brzana plamkopłetwa                                         | Barbus callipterus                                               | Kahl 2000 ↓                        |
| brzana południowa                                           | Barbus meridionalis                                              | Grabda i Heese 1991 ↓              |
| brzana pospolita                                            | Barbus barbus                                                    | Nikolski 1970 ↓                    |
| brzana tygrysia                                             | Barbus fasciolatus                                               | Kahl 2000 ↓                        |
| brzanka                                                     | Barbus petenyi                                                   | Wałecki 1864 ↓, s. 42              |
| brzanka arulia                                              | Dawkinsia arulius                                                | Frey 1990 ↓, s. 204                |
| brzanka angolańska (jako Barbus bariloides)                 | Barbus fasciolatus                                               | Kilka 1973b ↓                      |
| brzanka birmańska                                           | Pethia ticto                                                     | Frank 1974 ↓                       |
| brzanka brokatowa                                           | akw. „Barbus schuberti” – odmiana barwna Puntius semifasciolatus | Akwarium 2/61 ↓                    |
| brzanka cejlońska                                           | Pethia cumingii                                                  | Akwarium 1–2/70 ↓                  |
| brzanka czarnoplama                                         | Dawkinsia filamentosus                                           | Akwarium 1–2/70 ↓                  |
| brzanka czarnoplamka                                        | Dawkinsia filamentosus                                           | Grabda i Heese 1991 ↓              |
| brzanka czarnopręga                                         | Puntius lateristriga                                             | Frank 1974 ↓                       |
| brzanka czerwonopoliczkowa                                  | Systomus orphoides                                               | Kahl 2000 ↓                        |
| brzanka dwucętkowa                                          | Puntius bimaculatus                                              | Kahl 2000 ↓                        |
| brzanka dwuplama                                            | Pethia ticto                                                     | Akwarium 1–2/70 ↓                  |
| brzanka dwupunktowa                                         | Puntius binotatus                                                | Kahl 2000 ↓                        |
| brzanka Everetta                                            | Puntius everetti                                                 | Akwarium 1–2/70 ↓                  |
| brzanka kambodżańska („brzanka z Kambodży”)                 | Systomus partipentazona                                          | Grabda i Heese 1991 ↓              |
| brzanka karłowata                                           | Pethia phutunio                                                  | Kahl 2000 ↓                        |
| brzanka klown                                               | Puntius everetti                                                 | Kahl 2000 ↓                        |
| brzanka kropkowana                                          | Pethia gelius                                                    | Frey 1990 ↓, s. 206                |
| brzanka latająca                                            | Esomus danricus                                                  | M.s.z.: ryby 1973 ↓                |
| brzanka liniowana                                           | Puntius johorensis                                               | Akwarium 1–2/70 ↓                  |
| brzanka motyla                                              | Barbus hulstaerti                                                | Frey 1990 ↓, s. 206                |
| brzanka odeska                                              | Pethia ticto                                                     | Frey 1990 ↓, s. 208                |
| brzanka pięciopręga                                         | Systomus pentazona                                               | Akwarium 1–2/70 ↓                  |
| brzanka pióropuszowa                                        | Dawkinsia arulius                                                | Kahl 2000 ↓                        |
| brzanka pomarańczowa                                        | Barbus ablabes                                                   | Gronau 1994 ↓, s. 36               |
| brzanka pręgopłetwa                                         | Puntius vittatus                                                 | Kahl 2000 ↓                        |
| brzanka pręgowana                                           | Haludaria fasciata                                               | Frank 1974 ↓                       |
| brzanka purpurowa                                           | Pethia nigrofasciata                                             | Akwarium 2/61 ↓                    |
| brzanka rekinia                                             | Balantiocheilos melanopterus                                     | Kahl 2000 ↓                        |
| brzanka różowa                                              | Pethia conchonius                                                | Akwarium 2/61 ↓                    |
| brzanka Schwanenfelda                                       | Barbonymus schwanenfeldii                                        | Kahl 2000 ↓                        |
| brzanka siedmiopręga                                        | Puntius semifasciolatus                                          | Grabda i Heese 1991 ↓              |
| brzanka Stoliczki                                           | Pethia stoliczkana                                               | Akwarium 2/61 ↓                    |
| brzanka sumatrzańska                                        | Systomus tetrazona                                               | Akwarium 1–2/70 ↓                  |
| brzanka sześciopręga                                        | Systomus hexazona                                                | Akwarium 1–2/70 ↓                  |
| brzanka Titteya                                             | Puntius titteya                                                  | M.s.z.: ryby 1973 ↓                |
| brzanka wielka                                              | Barbonymus schwanenfeldii                                        | Kahl 2000 ↓                        |
| brzanka wielkołuska                                         | Puntius oligolepis                                               | Akwarium 2/61 ↓                    |
| brzanka wysmukła                                            | Puntius titteya                                                  | Akwarium 1–2/70 ↓                  |
| brzanka z Borneo                                            | Systomus tetrazona                                               | Akwarium 1–2/70 ↓                  |
| brzanka zielona                                             | Puntius semifasciolatus                                          | Akwarium 2/61 ↓                    |
| brzanokiełb                                                 | Aulopyge huegelii                                                | Załachowski 1992 ↓                 |
| brzytwogrzbiet                                              | Xyrauchen texanus                                                | Załachowski 1992 ↓                 |
| buffalo czarny                                              | Ictiobus niger                                                   | IOP PAN ↓                          |
| bułat                                                       | Luciobarbus capito                                               | Grabda i Heese 1991 ↓              |
| bystrzanka                                                  | Alburnoides bipunctatus                                          | Gronau 1994 ↓, s. 37               |
| certa                                                       | Vimba vimba                                                      | Strumieński 1573 ↓                 |
| certa bałkańska                                             | Vimba melanops                                                   | Terofal i Militz 1997 ↓            |
| certa czarnomorska                                          | Vimba vimba carinata                                             | Witkowski 2009 ↓                   |
| certa czarnomorsko-azowska                                  | Vimba vimba carinata                                             | Nikolski 1970 ↓                    |
| certa jeziorowa (jako Vimba elongata)                       | Vimba vimba                                                      | Terofal i Militz 1997 ↓            |
| chramula pospolita                                          | Capoeta capoeta                                                  | Nikolski 1970 ↓                    |
| chramula samarkandzka                                       | Capoeta capoeta                                                  | Nikolski 1970 ↓                    |
| chramula zakaspijska                                        | Capoeta capoeta                                                  | Nikolski 1970 ↓                    |
| cierniooczek długonosy                                      | Acantopsis choirorhynchos                                        | PWN 2008 ↓                         |
| cierniooczek Kuhla                                          | Pangio kuhlii                                                    | Frank 1974 ↓                       |
| cierniooczek Myersa                                         | Pangio myersi                                                    | Gronau 1994 ↓, s. 40               |
| cierniooczek półpręgowany                                   | Pangio semicincta                                                | Frank 1974 ↓                       |
| cierniooczek rdzawy                                         | Pangio robiginosa                                                | Frank 1974 ↓                       |
| cierniooczek sumatrzański                                   | Pangio kuhlii                                                    | Frank 1974 ↓                       |
| ciosa                                                       | Pelecus cultratus                                                | Wałecki 1864 ↓, s. 56              |
| czarnobrzuszka amurska                                      | Xenocypris macrolepis                                            | Załachowski 1992 ↓                 |
| czebaczek amurski                                           | Pseudorasbora parva                                              | M.s.z.: ryby 1973 ↓                |
| czebak                                                      | Rutilus rutilus lacustris                                        | Grabda i Heese 1991 ↓              |
| czebak amurski                                              | Leuciscus waleckii                                               | Nikolski 1970 ↓                    |
| czebak issykkulski                                          | Leuciscus schmidti                                               | Nikolski 1970 ↓                    |
| czukuczan                                                   | Catostomus catostomus                                            | Nikolski 1970 ↓                    |
| czukuczan biały                                             | Catostomus commersonii                                           | Ryby, 2007 ↓                       |
| czukuczan chiński                                           | Myxocyprinus asiaticus                                           | Kahl 2000 ↓                        |
| czukuczan pospolity                                         | Catostomus catostomus                                            | M.s.z.: ryby 1973 ↓                |
| czukuczan syberyjski (jako Catostomus catostomus rostratus) | Catostomus catostomus catostomus                                 | Nikolski 1970 ↓                    |
| danio Kerra                                                 | Danio kerri                                                      | Kahl 2000 ↓                        |
| danio krępaczek                                             | Devario devario                                                  | Celler 1969 ↓                      |
| danio kropkowany                                            | Danio nigrofasciatus                                             | Akwarium 1–2/70 ↓                  |
| danio lamparci                                              | Brachydanio frankei – forma Danio rerio                          | Frank 1974 ↓                       |
| danio malabarski                                            | Devario malabaricus lub Devario aequipinnatus                    |                                    |
| danio plamisty                                              | Brachydanio frankei – forma Danio rerio                          | Celler 1969 ↓                      |
| danio pręgowany                                             | Danio rerio                                                      | Akwarium 1–2/70 ↓                  |
| danio tęczowy                                               | Danio albolineatus                                               | Celler 1969 ↓                      |
| glonojad syjamski                                           | Gyrinocheilus aymonieri                                          | Frank 1974 ↓                       |
| grubowarg czarnozłoty                                       | Labeo chrysophekadion                                            | Kahl 2000 ↓                        |
| grubowarg dwubarwny                                         | Epalzeorhynchos bicolor                                          | Akwarium 1–2/70 ↓                  |
| grubowarg lisi                                              | Epalzeorhynchos kalopterus                                       | Ryby, 2007 ↓                       |
| grubowarg nilowy                                            | Labeo forskalii                                                  | Kahl 2000 ↓                        |
| grubowarg syjamski                                          | Crossocheilus oblongus                                           | Frank 1974 ↓                       |
| grubowarg zielony                                           | Epalzeorhynchos frenatus                                         | Frank 1974 ↓                       |
| grubowarg złotopręgi                                        | Epalzeorhynchos kalopterus                                       | Kahl 2000 ↓                        |
| iktiobus                                                    | Ictiobus cyprinellus                                             | Ryby, 2007 ↓                       |
| iktiobus karpiowaty                                         | Ictiobus cyprinellus                                             | Ryby, 2007 ↓                       |
| japończyk                                                   | Carassius gibelio                                                | M.s.z.: ryby 1973 ↓                |
| jaź                                                         | Leuciscus idus                                                   | Kluk 1780 ↓, s. 127                |
| jaź amurski                                                 | Leuciscus waleckii                                               | M.s.z.: ryby 1973 ↓                |
| jaź turkiestański                                           | Leuciscus idus oxianus                                           | Nikolski 1970 ↓                    |
| jaź złoty („złoty jaź”)                                     | Leuciscus idus v. orpha                                          | Prószyński 1908 ↓, s. 49           |
| jelec                                                       | Leuciscus leuciscus                                              | Kluk 1780 ↓, s. 127                |
| jelec adriatycki                                            | Squalius svallize                                                | Reichholf 1994 ↓                   |
| jelec cetiński                                              | Telestes ukliva                                                  | Terofal i Militz 1997 ↓            |
| jelec chorwacki                                             | Telestes polylepis                                               | Terofal i Militz 1997 ↓            |
| jelec Danilewskiego                                         | Leuciscus danilewskii                                            | Reichholf 1994 ↓                   |
| jelec europejski                                            | Leuciscus leuciscus                                              | Nikolski 1970 ↓                    |
| jelec Lindberga                                             | Leuciscus lindbergi                                              | Nikolski 1970 ↓                    |
| jelec nadkamiennik                                          | Telestes souffia                                                 | Terofal i Militz 1997 ↓            |
| jelec neretwiański                                          | Squalius microlepis                                              | Terofal i Militz 1997 ↓            |
| jelec pospolity                                             | Leuciscus leuciscus                                              | Nikolski 1970 ↓                    |
| jelec syberyjski                                            | Leuciscus baicalensis                                            | Nikolski 1970 ↓                    |
| jelec zierawszański                                         | Leuciscus lehmanni                                               | Nikolski 1970 ↓                    |
| jelec żółtoboki                                             | Telestes turskyi                                                 | Terofal i Militz 1997 ↓            |
| kalandino                                                   | Squalius alburnoides                                             | Terofal i Militz 1997 ↓            |
| karaś                                                       | Carassius carassius                                              | Strumieński 1573 ↓                 |
| karaś chiński                                               | Carassius auratus                                                | Wałecki 1864 ↓, s. 40              |
| karaś pospolity                                             | Carassius carassius                                              | Nikolski 1970 ↓                    |
| karaś srebrzysty                                            | Carassius gibelio                                                | Gąsowska 1934 ↓                    |
| karaś srebrzysty chiński                                    | Carassius auratus                                                | M.s.z.: ryby 1973 ↓                |
| karaś złocisty                                              | Carassius auratus                                                | Frank 1974 ↓                       |
| kardynałek                                                  | Tanichthys albonubes                                             | Celler 1969 ↓                      |
| kardynałek chiński                                          | Tanichthys albonubes                                             | Grabda i Heese 1991 ↓              |
| karp                                                        | Cyprinus carpio                                                  | Strumieński 1573 ↓                 |
| karp amurski                                                | Cyprinus rubrofuscus                                             | M.s.z.: ryby 1973 ↓                |
| karp dziki                                                  | Cyprinus carpio carpio                                           | Grabda i Heese 1991 ↓              |
| karp pospolity                                              | Cyprinus carpio                                                  | Kluk 1780 ↓, s. 126                |
| karp właściwy                                               | Cyprinus carpio                                                  | Jundziłł 1807 ↓, s. 159            |
| katla                                                       | Catla catla                                                      | Załachowski 1992 ↓                 |
| kiełb                                                       | Gobio gobio                                                      | Kluk 1780 ↓, s. 126                |
| kiełb amurski                                               | Pseudorasbora parva                                              | Nikolski 1970 ↓                    |
| kiełb białopłetwy                                           | Romanogobio albipinnatus                                         | M.s.z.: ryby 1973 ↓                |
| kiełb chankiński                                            | Squalidus chankaensis                                            | M.s.z.: ryby 1973 ↓                |
| kiełb dalekowschodni („kiełb Dalekiego Wschodu”)            | Gobio soldatovi                                                  | Grabda i Heese 1991 ↓              |
| kiełb długowąsy                                             | Romanogobio uranoscopus                                          | Nowicki 1882 ↓, s. 7               |
| kiełb dniestrzański                                         | Gobio sarmaticus                                                 | Rembiszewski i Rolik 1975 ↓, s. 70 |
| kiełb dunajski                                              | Gobio obtusirostris                                              | Rembiszewski i Rolik 1975 ↓, s. 70 |
| kiełb kaukaski                                              | Romanogobio ciscaucasicus                                        | Reichholf 1994 ↓                   |
| kiełb Kesslera                                              | Romanogobio kesslerii                                            | M.s.z.: ryby 1973 ↓                |
| kiełb kolący                                                | Saurogobio dabryi                                                | Nikolski 1970 ↓                    |
| kiełb kolczasty                                             | Gnathopogon strigatus                                            | M.s.z.: ryby 1973 ↓                |
| kiełb krótkowąsy                                            | Gobio gobio                                                      | Nowicki 1882 ↓, s. 6               |
| kiełb ośmiowąsy                                             | Gobiobotia pappenheimi                                           | M.s.z.: ryby 1973 ↓                |
| kiełb pospolity                                             | Gobio gobio                                                      | Kluk 1780 ↓, s. 126                |
| kiełb wargacz                                               | Sarcocheilichthys czerskii                                       | Załachowski 1992 ↓                 |
| kiełb wargacz Czerskiego                                    | Sarcocheilichthys czerskii                                       | M.s.z.: ryby 1973 ↓                |
| kiełb syberyjski                                            | Gobio cynocephalus                                               | M.s.z.: ryby 1973 ↓                |
| kleniek                                                     | Petroleuciscus borysthenicus                                     | Wałecki 1864 ↓, s. 49              |
| kleń                                                        | Squalius cephalus                                                | Strumieński 1573 ↓                 |
| kleń iliryjski                                              | Squalius illyricus                                               | Terofal i Militz 1997 ↓            |
| kleń jugosłowiański                                         | Squalius illyricus                                               | Reichholf 1994 ↓                   |
| kleń kaukaski                                               | Squalius aphipsi                                                 | Reichholf 1994 ↓                   |
| klepiec                                                     | Ballerus sapa                                                    | Wałecki 1864 ↓, s. 59              |
| klonek                                                      | Squalius cephaloides                                             | Gronau 1994 ↓, s. 57               |
| koń biały                                                   | Hemibarbus labeo                                                 | Gronau 1994 ↓                      |
| koń plamisty                                                | Hemibarbus maculatus                                             | Załachowski 1992 ↓                 |
| koń pstry                                                   | Hemibarbus maculatus                                             | Nikolski 1970 ↓                    |
| kończak                                                     | Hemibarbus labeo                                                 | M.s.z.: ryby 1973 ↓                |
| kotum                                                       | Rutilus kutum                                                    | Grabda i Heese 1991 ↓              |
| koza                                                        | Cobitis taenia                                                   | Rzączyński 1721 ↓, s. 148          |
| koza aralska                                                | Sabanejewia aurata aralensis                                     | Nikolski 1970 ↓                    |
| koza bałkańska                                              | Cobitis elongata                                                 | Załachowski 1992 ↓                 |
| koza dunajska                                               | Cobitis elongatoides                                             | Witkowski 2009 ↓                   |
| koza kaspijska                                              | Sabanejewia caspia                                               | Reichholf 1994 ↓                   |
| koza kaukaska                                               | Sabanejewia caucasica                                            | Reichholf 1994 ↓                   |
| koza największa                                             | Cobitis elongata                                                 | M.s.z.: ryby 1973 ↓                |
| koza oczkoplama                                             | Acanthocobitis urophthalmus                                      | Kahl 2000 ↓                        |
| koza pospolita                                              | Cobitis taenia                                                   | Nikolski 1970 ↓                    |
| koza rumuńska                                               | Sabanejewia romanica                                             | Reichholf 1994 ↓                   |
| koza wenecka                                                | Sabanejewia larvata                                              | Reichholf 1994 ↓                   |
| koza wielka                                                 | Cobitis elongata                                                 | M.s.z.: ryby 1973 ↓                |
| koza włoska                                                 | Sabanejewia larvata                                              | Reichholf 1994 ↓                   |
| koza złotawa                                                | Sabanejewia aurata                                               | M.s.z.: ryby 1973 ↓                |
| kózka                                                       | Cobitis taenia                                                   | Wałecki 1864 ↓, s. 74              |
| kózka bałkańska                                             | Sabanejewia balcanica                                            | Grabda i Heese 1991 ↓              |
| kózka bergatino                                             | Sabanejewia larvata                                              | Jackowski 2001 ↓                   |
| kózka kaspijska                                             | Sabanejewia caspia                                               | Grabda i Heese 1991 ↓              |
| kózka rumuńska                                              | Sabanejewia romanica                                             | Jackowski 2001 ↓                   |
| kózka wielka                                                | Cobitis elongata                                                 | Grabda i Heese 1991 ↓              |
| kózka złotawa                                               | Sabanejewia aurata                                               | M.s.z.: ryby 1973 ↓                |
| krasnopiór mongolski                                        | Chanodichthys mongolicus                                         | Załachowski 1992 ↓                 |
| krasnopiórka                                                | Scardinius erythrophthalmus                                      | Wałecki 1864 ↓, s. 46              |
| krąp                                                        | Blicca bjoerkna                                                  | Wałecki 1864 ↓, s. 56              |
| kutum                                                       | Rutilus kutum                                                    | Nikolski 1970 ↓                    |
| labeo dwubarwny                                             | Epalzeorhynchos bicolor                                          | Celler 1969 ↓                      |
| leń jeziorny                                                | Sarcocheilichthys lacustris                                      | Grabda i Heese 1991 ↓              |
| leń jeziorowy                                               | Sarcocheilichthys lacustris                                      | M.s.z.: ryby 1973 ↓                |
| leszcz                                                      | Abramis brama                                                    | Kluk 1780 ↓, s. 127                |
| leszcz amurski                                              | Parabramis pekinensis                                            | Nikolski 1970 ↓                    |
| leszcz aralsko-kaspijski                                    | Abramis brama orientalis                                         | Grabda i Heese 1991 ↓              |
| leszcz biały                                                | Parabramis pekinensis                                            | Nikolski 1970 ↓                    |
| leszcz chiński                                              | Megalobrama amblycephala                                         | Jackowski 2001 ↓                   |
| leszcz czarny                                               | Megalobrama terminalis                                           | Nikolski 1970 ↓                    |
| leszcz południowoeuropejski                                 | Abramis brama danubii                                            | Grabda i Heese 1991 ↓              |
| leszczak                                                    | Parabramis pekinensis                                            | Grabda i Heese 1991 ↓              |
| leszczak biały                                              | Parabramis pekinensis                                            | M.s.z.: ryby 1973 ↓                |
| leszczak czarny                                             | Megalobrama terminalis                                           | Załachowski 1992 ↓                 |
| lin                                                         | Tinca tinca                                                      | Strumieński 1573 ↓                 |
| lotniczek                                                   | Esomus danricus                                                  | Kahl 2000 ↓                        |
| lotniczek cejloński                                         | Esomus thermoicos                                                | Kahl 2000 ↓                        |
| lotniczek liniowany                                         | Esomus lineatus                                                  | Akwarium 1–2/70 ↓                  |
| lotniczek malajski                                          | Esomus malayensis                                                | Akwarium 1–2/70 ↓                  |
| lotniczek zwyczajny („lotniczek Danrica”)                   | Esomus danricus                                                  | Kahl 2000 ↓                        |
| łysacz                                                      | Aspiolucius esocinus                                             | Nikolski 1970 ↓                    |
| marynka bałchaska                                           | Schizothorax argentatus                                          | Nikolski 1970 ↓                    |
| marynka ilijska                                             | Schizothorax pseudoaksaiensis                                    | Nikolski 1970 ↓                    |
| marynka pospolita                                           | Schizothorax curvifrons                                          | Nikolski 1970 ↓                    |
| marynka szczupacza                                          | Schizothorax esocinus                                            | Nikolski 1970 ↓                    |
| nibykiełb amurski                                           | Abbottina rivularis                                              | Nikolski 1970 ↓                    |
| nibykiełb chiński                                           | Abbottina rivularis                                              | M.s.z.: ryby 1973 ↓                |
| orfa („złota orfa”)                                         | Leuciscus idus v. orpha                                          | Prószyński 1908 ↓, s. 49           |
| osman łuskowaty                                             | Diptychus maculatus                                              | Nikolski 1970 ↓                    |
| osman nagi                                                  | Gymnodiptychus dybowskii                                         | Nikolski 1970 ↓                    |
| ostrobrzuszka                                               | Hemiculter leucisculus                                           | Nikolski 1970 ↓                    |
| ostrobrzuszka pospolita                                     | Hemiculter leucisculus                                           | M.s.z.: ryby 1973 ↓                |
| owsianka                                                    | Leucaspius delineatus                                            | Wałecki 1864 ↓, s. 55              |
| pachychylon ozdobny                                         | Pachychilon pictum                                               | Reichholf 1994 ↓                   |
| pardilla                                                    | Iberochondrostoma lemmingii                                      | Terofal i Militz 1997 ↓            |
| piekielnica                                                 | Alburnoides bipunctatus                                          | Nowicki 1880 ↓, s. 8               |
| piekielnica wschodnia                                       | Alburnoides bipunctatus rossicus                                 | Rembiszewski i Rolik 1975 ↓, s. 79 |
| piskorek                                                    | Pangio semicincta                                                | Frank 1974 ↓                       |
| piskorek Kuhla                                              | Pangio kuhlii                                                    | Akwarium 1–2/70 ↓                  |
| piskorek Myersa                                             | Pangio myersi                                                    | Grabda i Heese 1991 ↓              |
| piskorek półpręgowany                                       | Pangio semicincta                                                | Akwarium 1–2/70 ↓                  |
| piskorek rdzawy                                             | Pangio robiginosa                                                | Akwarium 1–2/70 ↓                  |
| piskorz                                                     | Misgurnus fossilis                                               | Kluk 1780 ↓, s. 116                |
| piskorz amurski                                             | Misgurnus anguillicaudatus                                       | Kahl 2000 ↓                        |
| plamoprzylga zmienna                                        | Liniparhomaloptera disparis                                      | Kahl 2000 ↓                        |
| płoć                                                        | Rutilus rutilus                                                  | Rzączyński 1742 ↓, s. 216          |
| płoć adriatycka                                             | Rutilus rubilio                                                  | Reichholf 1994 ↓                   |
| płoć alpejska                                               | Rutilus pigus                                                    | Terofal i Militz 1997 ↓            |
| płoć aralska                                                | Rutilus rutilus aralensis                                        | Nikolski 1970 ↓                    |
| płoć azerbejdżańska                                         | Pseudophoxinus atropatenus                                       | Nikolski 1970 ↓                    |
| płoć hiszpańska                                             | Achondrostoma arcasii                                            | Terofal i Militz 1997 ↓            |
| płoć karpacka                                               | Rutilus rutilus carpathorossicus                                 | Rembiszewski i Rolik 1975 ↓, s. 46 |
| płoć kaspijska                                              | Rutilus caspicus                                                 | M.s.z.: ryby 1973 ↓                |
| płoć macedońska                                             | Pachychilon macedonicum                                          | Reichholf 1994 ↓                   |
| płoć pardilska                                              | Iberochondrostoma lemmingii                                      | Reichholf 1994 ↓                   |
| płoć peloponeska                                            | Tropidophoxinellus spartiaticus                                  | Terofal i Militz 1997 ↓            |
| płoć portugalska                                            | Achondrostoma oligolepis                                         | Reichholf 1994 ↓                   |
| płoć syberyjska                                             | Rutilus rutilus lacustris                                        | Nikolski 1970 ↓                    |
| płoć uzbojska                                               | Rutilus rutilus uzboicus                                         | M.s.z.: ryby 1973 ↓                |
| płoć zakaukaska                                             | Rutilus rutilus schelkovnikovi                                   | Nikolski 1970 ↓                    |
| płotka                                                      | Rutilus rutilus                                                  | Rzączyński 1742 ↓, s. 216          |
| przylga siodłata                                            | Homaloptera orthogoniata                                         | Kahl 2000 ↓                        |
| pukas                                                       | Rhodeus sericeus                                                 | Nikolski 1970 ↓                    |
| rap                                                         | Leuciscus aspius                                                 | Rzączyński 1721 ↓, s. 148          |
| rapa                                                        | Leuciscus aspius                                                 | Wałecki 1864 ↓, s. 52              |
| razbora borneańska                                          | Boraras brigittae                                                | Kahl 2000 ↓                        |
| razbora brylantowa                                          | Rasbora einthovenii                                              | Kahl 2000 ↓                        |
| razbora chińska                                             | Rasbora steineri                                                 | Akwarium 1–2/70 ↓                  |
| razbora czerwonopłetwa                                      | Rasbora borapetensis                                             | Akwarium 1–2/70 ↓                  |
| razbora czerwonopręga                                       | Trigonopoma pauciperforatum                                      | Akwarium 1–2/70 ↓                  |
| razbora dwupasa                                             | Rasbora cephalotaenia                                            | Kahl 2000 ↓                        |
| razbora Hengela                                             | Trigonostigma hengeli                                            | Kahl 2000 ↓                        |
| razbora karłowata                                           | Boraras maculatus lub Boraras urophthalmoides                    |                                    |
| razbora klinowa                                             | Trigonostigma heteromorpha                                       | Celler 1969 ↓                      |
| razbora Meinkena                                            | Rasbora meinkeni                                                 | Frank 1974 ↓                       |
| razbora ogonopręga                                          | Rasbora caudimaculata                                            | Kahl 2000 ↓                        |
| razbora perłowa                                             | Rasboroides vaterifloris                                         | Kahl 2000 ↓                        |
| razbora piękna                                              | Rasbora elegans                                                  | Kahl 2000 ↓                        |
| razbora pięknopłetwa                                        | Rasbora kalochroma                                               | Kahl 2000 ↓                        |
| razbora plamista                                            | Boraras maculatus                                                | Akwarium 1–2/70 ↓                  |
| razbora pospolita                                           | Rasbora rasbora                                                  | Kahl 2000 ↓                        |
| razbora siatkowata                                          | Rasbora reticulata                                               | Kahl 2000 ↓                        |
| razbora smukła                                              | Rasbora daniconius                                               | Akwarium 1–2/70 ↓                  |
| razbora srebrzysta                                          | Rasbora argyrotaenia                                             | Akwarium 1–2/70 ↓                  |
| razbora sumatrzańska                                        | Rasbora dorsiocellata                                            | Akwarium 1–2/70 ↓                  |
| razbora szklista                                            | Rasbora trilineata                                               | Akwarium 1–2/70 ↓                  |
| rozpiór                                                     | Ballerus ballerus                                                | Wałecki 1864 ↓, s. 58              |
| różanka                                                     | Rhodeus sericeus                                                 | Wałecki 1864 ↓, s. 44              |
| różanka ciernista                                           | Acheilognathus asmussii                                          | M.s.z.: ryby 1973 ↓                |
| różanka europejska                                          | Rhodeus amarus                                                   | Grabda i Heese 1991 ↓              |
| różanka koląca                                              | Acheilognathus asmussii                                          | Nikolski 1970 ↓                    |
| różanka kolczasta                                           | Acheilognathus asmussii                                          | Nikolski 1970 ↓                    |
| różanka pospolita                                           | Rhodeus sericeus                                                 | Nikolski 1970 ↓                    |
| różanka wschodnioazjatycka                                  | Rhodeus ocellatus                                                | Kahl 2000 ↓                        |
| rybiec                                                      | Vimba vimba carinata                                             | Nikolski 1970 ↓                    |
| rybiec kaspijski                                            | Vimba vimba persa                                                | Nikolski 1970 ↓                    |
| sapa                                                        | Ballerus sapa                                                    | Wałecki 1864 ↓, s. 59              |
| sazan                                                       | Cyprinus carpio                                                  | Nikolski 1970 ↓                    |
| sazan amurski                                               | Cyprinus rubrofuscus                                             | M.s.z.: ryby 1973 ↓                |
| siekierka                                                   | Rhodeus sericeus                                                 | Wałecki 1864 ↓, s. 44              |
| sieruszka                                                   | Rutilus rutilus fluviatilis                                      | Grabda i Heese 1991 ↓              |
| siniec                                                      | Ballerus ballerus                                                | Wałecki 1864 ↓, s. 58              |
| słonecznica                                                 | Leucaspius delineatus                                            | Rembiszewski i Rolik 1975 ↓, s. 61 |
| słonecznica pospolita                                       | Leucaspius delineatus                                            | Nikolski 1970 ↓                    |
| strzebla bliskowschodnia                                    | Pseudophoxinus zeregi                                            | Terofal i Militz 1997 ↓            |
| strzebla błotna                                             | Rhynchocypris percnurus                                          | M.s.z.: ryby 1973 ↓                |
| strzebla Czekanowskiego                                     | Rhynchocypris czekanowskii                                       | Nikolski 1970 ↓                    |
| strzebla dalmatyńska                                        | Delminichthys adspersus                                          | Reichholf 1994 ↓                   |
| strzebla dubrownicka                                        | Delminichthys ghetaldii                                          | Reichholf 1994 ↓                   |
| strzebla epirska                                            | Telestes pleurobipunctatus                                       | Terofal i Militz 1997 ↓            |
| strzebla grecka                                             | Pelasgus stymphalicus                                            | Reichholf 1994 ↓                   |
| strzebla hiszpańska                                         | Anaecypris hispanica                                             | Reichholf 1994 ↓                   |
| strzebla Łagowskiego                                        | Rhynchocypris lagowskii                                          | Nikolski 1970 ↓                    |
| strzebla potokowa                                           | Phoxinus phoxinus                                                | Nikolski 1970 ↓                    |
| strzebla przekopowa                                         | Rhynchocypris percnurus                                          | Nikolski 1970 ↓                    |
| strzebla turecka                                            | Chondrostoma fahirae                                             | Terofal i Militz 1997 ↓            |
| strzebla wołżańska                                          | Rhynchocypris percnurus stagnalis                                | Rembiszewski i Rolik 1975 ↓, s. 55 |
| szamaja                                                     | Alburnus chalcoides                                              | Nikolski 1970 ↓                    |
| szemaja                                                     | Alburnus chalcoides                                              | Nikolski 1970 ↓                    |
| szemaja aralska                                             | Alburnus chalcoides                                              | Nikolski 1970 ↓                    |
| szemaja batumska                                            | Alburnus chalcoides derjugini                                    | Nikolski 1970 ↓                    |
| szemaja bawarska                                            | Alburnus mento                                                   | Nikolski 1970 ↓                    |
| szemaja bułgarska                                           | Alburnus schischkovi                                             | Terofal i Militz 1997 ↓            |
| szemaja burgaska                                            | Alburnus mandrensis                                              | Terofal i Militz 1997 ↓            |
| szemaja czarnomorska                                        | Alburnus schischkovi                                             | Nikolski 1970 ↓                    |
| szemaja kaspijska                                           | Alburnus chalcoides                                              | Nikolski 1970 ↓                    |
| szemaja krymska                                             | Alburnus mentoides                                               | Nikolski 1970 ↓                    |
| szemaja macedońska                                          | Alburnus volviticus                                              | Terofal i Militz 1997 ↓            |
| szemaja stambulska                                          | Alburnus istanbulensis                                           | Terofal i Militz 1997 ↓            |
| szweja                                                      | Alburnoides bipunctatus                                          | Wałecki 1864 ↓, s. 54              |
| szweja syrdaryjska                                          | Alburnoides taeniatus                                            | Nikolski 1970 ↓                    |
| śliz                                                        | Barbatula barbatula                                              | Wałecki 1864 ↓, s. 74              |
| śliz amu-daryjski                                           | Nemacheilus oxianus                                              | Nikolski 1970 ↓                    |
| śliz jednobarwny                                            | Triplophysa labiata                                              | Załachowski 1992 ↓                 |
| śliz plamisty                                               | Triplophysa strauchii                                            | Załachowski 1992 ↓                 |
| śliz pomarańczowoplamy                                      | Schistura notostigma                                             | Kahl 2000 ↓                        |
| śliz pospolity                                              | Barbatula barbatula                                              | Jundziłł 1807 ↓, s. 105            |
| śliz rosyjski                                               | Oxynoemacheilus merga                                            | Terofal i Militz 1997 ↓            |
| śliz sumowaty                                               | Triplophysa siluroides                                           | M.s.z.: ryby 1973 ↓                |
| śliz syberyjski                                             | Barbatula toni                                                   | M.s.z.: ryby 1973 ↓                |
| śliz szary                                                  | Triplophysa dorsalis                                             | Załachowski 1992 ↓                 |
| śliz tarymski                                               | Hedinichthys yarkandensis                                        | M.s.z.: ryby 1973 ↓                |
| śliz turecki                                                | Oxynoemacheilus angorae                                          | Terofal i Militz 1997 ↓            |
| śliz tybetański                                             | Triplophysa stoliczkai                                           | Załachowski 1992 ↓                 |
| śliz zwyczajny                                              | Barbatula barbatula                                              | Terofal i Militz 1997 ↓            |
| śmiglaczek                                                  | Laubuca laubuca                                                  | Akwarium 1–2/70 ↓                  |
| śmiglaczek niebieski                                        | Laubuca caeruleostigmata                                         | Kahl 2000 ↓                        |
| śmiglaczek szklisty                                         | Parachela oxygastroides                                          | Kahl 2000 ↓                        |
| świnka                                                      | Chondrostoma nasus                                               | Rzączyński 1721 ↓, s. 151          |
| świnka amurska („świnka chińska wielkołuskowa”)             | Xenocypris macrolepis                                            | Nikolski 1970 ↓                    |
| świnka bośniacka                                            | Chondrostoma phoxinus                                            | Terofal i Militz 1997 ↓            |
| świnka czarnobrzucha                                        | Chondrostoma oxyrhynchum                                         | Grabda i Heese 1991 ↓              |
| świnka czarnobrzuszka                                       | Chondrostoma oxyrhynchum                                         | M.s.z.: ryby 1973 ↓                |
| świnka dalmatyńska                                          | Chondrostoma knerii                                              | Reichholf 1994 ↓                   |
| świnka genueńska                                            | Protochondrostoma genei                                          | Reichholf 1994 ↓                   |
| świnka gwadiańska                                           | Pseudochondrostoma willkommii                                    | Terofal i Militz 1997 ↓            |
| świnka iberyjska                                            | Pseudochondrostoma polylepis                                     | Reichholf 1994 ↓                   |
| świnka kolchidzka                                           | Chondrostoma colchicum                                           | Nikolski 1970 ↓                    |
| świnka kurska                                               | Chondrostoma cyri                                                | Nikolski 1970 ↓                    |
| świnka podkowoustna                                         | Parachondrostoma toxostoma                                       | M.s.z.: ryby 1973 ↓                |
| świnka pospolita                                            | Chondrostoma nasus                                               | Nikolski 1970 ↓                    |
| świnka terska                                               | Chondrostoma oxyrhynchum                                         | Nikolski 1970 ↓                    |
| świnka włoska                                               | Chondrostoma soetta                                              | Reichholf 1994 ↓                   |
| tarań                                                       | Rutilus heckelii                                                 | Nikolski 1970 ↓                    |
| tołpyga                                                     | Hypophthalmichthys molitrix                                      | Nikolski 1970 ↓                    |
| tołpyga biała                                               | Hypophthalmichthys molitrix                                      | Grabda i Heese 1991 ↓              |
| tołpyga pstra                                               | Hypophthalmichthys nobilis                                       | M.s.z.: ryby 1973 ↓                |
| tor himalajski                                              | Tor putitora                                                     | Ryby, 2007 ↓                       |
| trójwarg                                                    | Opsariichthys uncirostris                                        | Załachowski 1992 ↓                 |
| ugaj                                                        | Tribolodon brandtii                                              | M.s.z.: ryby 1973 ↓                |
| uhaj                                                        | Tribolodon brandtii                                              | M.s.z.: ryby 1973 ↓                |
| uklej amurski                                               | Culter alburnus                                                  | M.s.z.: ryby 1973 ↓                |
| ukleja                                                      | Alburnus alburnus                                                | Rzączyński 1721 ↓, s. 151          |
| ukleja biała                                                | Alburnus albidus                                                 | Reichholf 1994 ↓                   |
| ukleja czarnogórska (jako Alburnus scoranzoides)            | Alburnus alburnus                                                | Terofal i Militz 1997 ↓            |
| ukleja kaukaska                                             | Alburnus alburnus charusini                                      | Reichholf 1994 ↓                   |
| ukleja pospolita                                            | Alburnus alburnus                                                | Nikolski 1970 ↓                    |
| ukleja włoska                                               | Alburnus albidus                                                 | Jackowski 2001 ↓                   |
| uklejka naga                                                | Sawbwa resplendens                                               | Kahl 2000 ↓                        |
| wierzchogląd amurski                                        | Chanodichthys erythropterus                                      | M.s.z.: ryby 1973 ↓                |
| wierzchogląd ussuryjski                                     | Chanodichthys oxycephalus                                        | Załachowski 1992 ↓                 |
| wierzchówka                                                 | Leucaspius delineatus                                            | Nikolski 1970 ↓                    |
| władysławia                                                 | Ladislavia taczanowskii                                          | M.s.z.: ryby 1973 ↓                |
| wobła                                                       | Rutilus caspicus                                                 | Nikolski 1970 ↓                    |
| wobła kaspijska                                             | Rutilus caspicus                                                 | Nikolski 1970 ↓                    |
| wyrozub                                                     | Rutilus frisii                                                   | Rzączyński 1721 ↓, s. 142          |
| wzdręga (pisane „wzdręka”)                                  | Scardinius erythrophthalmus                                      | Rzączyński 1742 ↓, s. 216          |
| wzdręga cieplicowa                                          | Scardinius racovitzai                                            | Reichholf 2001 ↓                   |
| wzdręga grecka                                              | Scardinius graecus                                               | Reichholf 1994 ↓                   |
| złota rybka                                                 | Carassius auratus auratus                                        | Kumelski i Górski 1837 ↓, s. 802   |
| złoty karaś                                                 | Carassius auratus                                                | Prószyński 1908 ↓, s. 44           |